# Ukraine in Vergangenheit und Gegenwart
«Ukraine in Vergangenheit und Gegenwart» — квартальник, орган німецько-українського товариства, виходив у Мюнхені у 1952 — 1968 роках (з перервою на 1957 — 1961 роки; всього 44 частини) у видавництві «Ukraine», з завданням інформувати німецькомовних читачів про життя й культуру України й українців у діаспорі, зокрема про україно-німецькі зв'язки. Редактор — Г. Прокопчук.
У журналі обговорювались серед інших питання українського визвольного руху у минулому й сучасному, національної і господарської політики СРСР, української літератури, церковно-релігійна тематика, творчість українських митців на еміграції (багато ілюстрацій), міщено матеріали про визначних діячів України і Німеччини, хроніку українського життя. У видавництві «Ukraine» вийшло кільканадцять німецькомовних монографій.